# 基因滲入
基因滲入（英語：Introgression）或基因混合在遺傳學（特別是植物遺傳學）中，指兩個基因庫間的基因流動，通常是經過種間雜交產生。基因滲入是一個長期的過程，它可能需要許多代雜交方得產生回交。
這通常是自然界中物種產生變異的方法。但透過育種與基因工程，人類亦可干預這個過程。